# Aeroportul Zaysan
Aeroportul Zaysan (IATA: SZI, ICAO: UASZ) este un aeroport din Kazahstanul de Est, Kazahstan ce deservește zona Zaisan⁠(d). A fost numit după zona deservită.
Situat la o altitudine de 579 m, aeroportul dispune de o singură pistă.